# Kevin Pannewitz
Kevin Pannewitz (Berlino, 16 ottobre 1991) è un ex calciatore tedesco, di ruolo centrocampista.

## Carriera
Dopo 37 presenze in 2.Bundesliga, passa al Wolfsburg in massima serie.